# さぬきうどんバーガー
さぬきうどんバーガーは、香川県さぬき市のご当地バーガーである。
香川県産のレタスの上に、ショウガ風味のしょうゆダレを絡めて揚げた讃岐うどんをパティとして使用し、鶏肉ハンバーグとかつおぶし、それに目玉焼きを載せて、バンズ（パン）で挟んでバーガーとしている。

## 沿革
2011年1月15日に、香川県高松市に本社を置く穴吹エンタープライズ株式会社（穴吹興産子会社）が、自社の運営する津田の松原サービスエリア（香川県さぬき市）で、ご当地バーガーとして売り出したのが始まりである。販売に先立つこと2か月前の2010年11月に、同社主催の「さぬきうどんバーガーコンテスト」を開催。運営するホテルや旅館の料理人約60人が参加し、旅館くらしき（岡山県倉敷市）の「醤油饂飩（しょうゆうどん）バーガー」が優勝した。このバーガーのアイデアを基にして作られた。
土日祝のみ（9:00から販売開始）、1日20 - 40個という少数の限定販売ながら、人気商品となりご当地バーガーとして定着した。販売開始から僅か1年11か月後の2012年12月22日に、累計売上個数が30,000個を突破した。それを記念して、さぬき市のマスコットキャラクターである「さっきーちゃん（2012年12月22日に開催された、3万個販売達成記念式典にも参加した）」をイメージした「さっきーちゃんバーガー」も販売が開始された（平日も販売されるが1日に販売する個数は限定）。
なお、2023年5月からは牛肉・ネギ・天かすを具材とする「さぬき肉うどんバーガー」にリニューアルのうえ、土日祝限定から毎日販売に変更されている。